# Diocèse de Teggiano-Policastro
Le diocèse de Teggiano-Policastro (en latin : Dioecesis Dianensis-Policastrensis ; en italien : Diocesi di Teggiano-Policastro) est un diocèse de l'Église catholique en Italie, suffragant de l'archidiocèse de Salerne-Campagna-Acerno et appartenant à la région ecclésiastique de Campanie.

## Territoire
Le diocèse est situé dans une partie de la province de Salerne, les autres parties de cette province sont partagées par les diocèses d'Amalfi-Cava de' Tirreni, de Vallo della Lucania, de Nocera Inferiore-Sarno, de l'archidiocèse de Salerne-Campagna-Acerno et de l'abbaye de Sainte-Trinité de Cava. Son territoire a une superficie de 1 986 km2 divisé en 81 paroisses et regroupées en 7 archidiaconés. L'évêché est à Teggiano avec la cathédrale de Sainte Marie Majeure. La cocathédrale de l'assomption de Policastro (frazione de Santa Marina) est l'ancienne cathédrale du diocèse éponyme.

## Histoire
Le diocèse de Teggiano-Policastro est le résultat de la fusion des diocèses de Policastro et de Diano (ville qui prend le nom de Teggiano en 1882) par le décret Instantibus votis de la congrégation pour les évêques du 30 septembre 1986, date à laquelle le nouveau diocèse prend son nom actuel.

### Diocèse de Policastro
Le diocèse de Policastro tire son origine de l'ancien diocèse de Bussento, érigé autour du Ve siècle. Les deux évêques historiquement établis de ce diocèse sont Rustico, présent aux conciles de Rome de 501 et 502 convoqués par le pape Symmaque ; et Sabbatius, qui participe au concile de Latran de 649 contre le monothélisme. De plus, d'après une lettre de Grégoire Ier de 592, nous savons que le siège est vacant cette année-là et que le pape charge l'évêque Felice d'Acropolis (de) de se rendre dans le diocèse.
Après le milieu du VIIe siècle, on ne dispose plus d'informations sur le diocèse. Il est probablement supprimé à l'époque des guerres iconoclastes, qui, à partir du VIIIe siècle, Léon III l'Isaurien soustrait une partie de l'Italie méridionale à la juridiction ecclésiastique de Rome pour l'associer à celle du patriarcat de Constantinople. Cela conduit, au moins dans le Cilento, à la disparition d'anciens diocèses remplacés par des éparchies monastiques.
Avec l'arrivée des Normands et la fin progressive de la domination byzantine, les papes procèdent à la réorganisation ecclésiastique de ces territoires. Le diocèse de Policastro est érigé le 24 mars 1058 par une bulle du pape Étienne IX qui autorise l'archevêque Alfan de Salerne de choisir et de consacrer l'évêque pour le nouveau diocèse. Le 22 octobre 1067, Alfan donne au moine Pierre Pappacarbone le mandat de prendre possession du diocèse et d'introduire le rite latin dans les églises et les monastères.
En 1552, Policastro est détruit par les Turcs et les évêques installent temporairement leur résidence à Torre Orsaia et peut-être plus tard également à Padula, où en 1567 est célébré un synode diocésain. En 1650, l'évêque Pietro Magri transfère à nouveau la résidence à Torre Orsaia pour des raisons de sécurité. En 1596, l'évêque Filippo Spinelli fonda le séminaire diocésain dans le palais épiscopal de Policastro.
En 1850, parallèlement à l'érection du diocèse de Diano, l'abbaye territoriale de Bosco est supprimée et ses territoires sont annexés au diocèse de Policastro ; en 1898, il acquiert Maratea et les quatre paroisses du diocèse de Cassano allo Ionio. En 1924, le diocèse est confié en administration apostolique, à Francesco Cammarota, évêque de Capaccio-Vallo ; puis, en 1927, le même évêque est nommé évêque de Policastro, donnant naissance à une union in persona episcopi qui prend fin à la mort de l'évêque le 15 décembre 1935. Le 8 septembre 1976, afin de faire correspondre les frontières ecclésiastiques à celles des régions civiles, le diocèse de Policastro cède plusieurs municipalités au diocèse d'Anglona-Tursi.

### Diocèse de Diano-Teggiano
Le diocèse de Diano est érigé le 21 septembre 1850 par la bulle Ex quo imperscrutabili du pape Pie IX en prenant la majeure partie du territoire du diocèse de Capaccio. L'année suivante, des portions mineures sont acquises de l'archidiocèse de Salerne (village de Castelluccio Cosentino, une frazione de Sicignano degli Alburni) et du diocèse de Cava (municipalité de Sant'Arsenio). La ville de Diano prend le nom de Teggiano en 1882. À partir de 1586, et pendant de longues périodes, elle est le siège provisoire des évêques de Capaccio. Mgr Oronzo Caldarola célèbre les premiers synodes diocésains en 1922 et 1943. Le 15 octobre 1979, le diocèse élargit son territoire en annexant 3 paroisses qui dépendaient jusque-là des abbés de la Très-Sainte-Trinité de Cava.

### Diocèse de Teggiano-Policastro
Le 16 septembre 1980, Umberto Luciano Altomare, évêque de Teggiano, est également nommé évêque de Policastro, unissant ainsi les deux diocèses in persona episcopi. Le 30 septembre 1986, en vertu du décret Instantibus votis de la congrégation pour les évêques, les deux diocèses sont pleinement unis et le diocèse ainsi créé prend son nom actuel.

## Sources
- « Diocese of Teggiano-Policastro », sur www.catholic-hierarchy.org